# Roger Hammond (wielrenner)
Roger Hammond (Harlington, 30 januari 1974) is een Brits voormalig wielrenner, die behalve op de weg ook actief in het veld geweest.
Hammond reed voor het eerst mee in het profpeloton in 1996 als stagiair bij Collstrop. Hij kreeg echter geen contract en liep in 1997 wederom stage, dit keer bij Palmans. Bij deze ploeg kreeg hij wel een profcontract. Nadat hij in 2004 uitstekend uit de verf kwam bij Mr. Bookmaker, de opvolger van het gefuseerde Palmans-Collstrop, met derde plaatsen in Parijs-Roubaix en Dwars door Vlaanderen, kreeg hij een contract aangeboden bij het Discovery Channel van Lance Armstrong. Hij zou uiteindelijk twee jaar in het team van Johan Bruyneel vertoeven. Na een jaar in dienst van T-Mobile (2007) en diens opvolger High Road (2008) stapt Hammond in 2009 over naar het Cervélo TestTeam. In 2011 maakte Roger Hammond, intussen 37, deel uit van de Amerikaanse fusieploeg Garmin-Cervélo. Samen met onder anderen Heinrich Haussler, Thor Hushovd, Martijn Maaskant, Johan Vansummeren Andreas Klier en Tyler Farrar vormde hij er de kern van het stevige en solide voorjaarsteam.
Het was zijn laatste seizoen als actief renner. Na zijn loopbaan werd Hammond ploegleider van de Britse continentale Madison-Genesis ploeg.

## Palmares

### Veldrijden
| Seizoen   | WK  | BK    | Overige                                   | Totaal aantal zeges |
| --------- | --- | ----- | ----------------------------------------- | ------------------- |
| 1993-1994 | 33e | Goud  |                                           | 1                   |
| 1994-1995 |     |       |                                           | 0                   |
| 1995-1996 |     | Brons |                                           | 0                   |
| 1996-1997 |     | Brons |                                           | 0                   |
| 1997-1998 |     |       |                                           | 0                   |
| 1998-1999 |     |       | Hillingdon                                | 1                   |
| 1999-2000 | 17e | Goud  | Leicester, Hillingdon, Coalville, Newbury | 5                   |
| 2000-2001 |     | Goud  | Cheltenham, Ipswich, Leeds, Ibstock       | 5                   |
| 2001-2002 | 12e | Goud  | Hilligdon, Leicester, Londen              | 4                   |
| 2002-2003 | 23e | Goud  |                                           | 1                   |
| 2003-2004 | 11e | Goud  | Leicester                                 | 2                   |
| 2004-2005 |     |       |                                           | 0                   |
| 2005-2006 |     | Goud  |                                           | 1                   |
| 2006-2007 |     |       |                                           | 0                   |
| 2007-2008 |     | Goud  |                                           | 1                   |
| 2008-2009 |     | Brons |                                           | 0                   |

### Wegwielrennen
1996
- GP Roger De Vlaeminck

1997
- Ronde van de Loire-Atlantique

1998
- Criterium Melbourne
- Criterium Aalter

1999
- Omloop van duin en polder

2000
- 2e etappe Guldensporentweedaagse
- Archer International Grand Prix
- Memorial Fred De Bruyne
- GP Dr. Eugeen Roggeman - Stekene

2001
- Gullegem Koerse
- GP Paul Borremans
- Textielprijs Vichte

2002
- Grote 1 Mei-Prijs - Ereprijs Victor De Bruyne
- Tour Beneden-Maas

2003
- Brits kampioen op de weg, Elite
- 2e etappe Uniqa Classic
- Eindklassement Uniqa Classic

2004
- Brits kampioen op de weg, Elite
- Criterium Dentergem

2005
- 2e etappe Ronde van Groot-Brittannië

2006
- 2e etappe Ronde van Groot-Brittannië

2009
- 2e etappe Ronde van Qatar

### Resultaten in voornaamste wedstrijden
| Jaar | Ronde van Italië | Ronde van Frankrijk | Ronde van Spanje |
| ---- | ---------------- | ------------------- | ---------------- |
| 1998 |                  |                     |                  |
| 2000 |                  |                     |                  |
| 2001 |                  |                     |                  |
| 2002 |                  |                     |                  |
| 2003 |                  |                     |                  |
| 2004 |                  |                     |                  |
| 2005 |                  |                     |                  |
| 2006 |                  |                     |                  |
| 2007 |                  |                     |                  |
| 2008 |                  |                     |                  |
| 2009 |                  |                     | 97e              |
| 2010 |                  |                     |                  |
| 2011 |                  |                     |                  |

| Jaar | Milaan-San Remo | Gent-Wevelgem | Ronde van Vlaanderen | Parijs-Roubaix | Amstel Gold Race | Dwars door Vlaanderen | Parijs-Tours | E3 Harelbeke |  | WK op de weg |  | Wereldranglijsten |
| ---- | --------------- | ------------- | -------------------- | -------------- | ---------------- | --------------------- | ------------ | ------------ |  | ------------ |  | ----------------- |
| 1998 |                 |               |                      |                |                  | 23e                   |              |              |  |              |  |                   |
| 2000 |                 | 10e           | 73e                  |                |                  |                       |              |              |  |              |  |                   |
| 2001 |                 | 22e           | 71e                  |                |                  | 25e                   | 23e          |              |  |              |  |                   |
| 2002 |                 |               |                      |                |                  | 22e                   |              |              |  |              |  |                   |
| 2003 |                 | 8e            | 48e                  | 17e            |                  | 17e                   |              | 16e          |  | 85e          |  |                   |
| 2004 |                 | 6e            | 31e                  | ↑              | 85e              | Brons                 |              | 8e           |  |              |  |                   |
| 2005 | 21e             |               | 52e                  |                |                  | Zilver                | 50e          | 25e          |  | 41e          |  |                   |
| 2006 | 28e             |               |                      | 24e            |                  | 16e                   |              | 8e           |  | 62e          |  |                   |
| 2007 | 42e             | ↑             |                      | 7e             |                  | 15e                   |              | 26e          |  | opgave       |  | 47e (UPT)         |
| 2008 | 36e             | 10e           | 32e                  | 23e            |                  | 44e                   | 84e          |              |  |              |  | 141e (UPT)        |
| 2009 | 92e             | 74e           | 13e                  | 15e            |                  | 11e                   | 35e          |              |  | 92e          |  | 204e (UWK)        |
| 2010 |                 | 98e           | 7e                   | 4e             |                  | 13e                   |              | 42e          |  |              |  | 57e (UWK)         |
| 2011 | 147e            | 154e          | 108e                 |                |                  | 74e                   |              | 91e          |  |              |  |                   |